# Attika (Spiel)
Attika ist ein 2003 bei Hans im Glück erschienenes Spiel von Marcel-André Casasola Merkle mit Grafiken von Manuel Casasola Merkle. In diesem Spiel versuchen 2 bis 4 Spieler einen der antiken griechischen Stadtstaaten Athen, Korinth, Sparta oder Theben aufzubauen bzw. 2 Heiligtümer miteinander zu verbinden. Der Name leitet sich von der Halbinsel Attika bzw. historischen Landschaft in Mittelgriechenland mit dem Hauptort Athen ab.

## Inhalt
- 22 Spielplanteile, aus 7 Sechsecken zusammengesetzte Felder
- 4 Heiligtümer
- 15 Amphoren
- 4 Ablagetafeln
- 120 Gebäude, je 30 pro Spieler
- 60 Landschaftskarten, je 15 Berg, Hügel, Wald und Wasser
- 1 Spielregel (4 DIN-A4-Seiten)

## Spielweise
Zu Beginn wird die Spielfläche je nach Spielerzahl aus 4, 6 oder 8 Spielplanteilen zusammengesetzt und an gegenüberliegenden Ecken 2, 3 oder 4 Heiligtümer platziert.
Jeder Spieler erhält eine Ablagetafel und seinen Gebäudesatz, den er in 4 Stapel sortiert und das jeweils oberste Gebäude offen auf seine Ablagetafel legt. Der ausgeloste Startspieler erhält 4 Landschaftskarten vom gemischten und verdeckt liegenden Landschaftskartenstapel und jeder nachfolgende Spieler jeweils eine mehr.
In seinem Spielzug kann ein Spieler entweder zwei Gebäude von seinen verdeckten Stapeln ziehen und entweder unter Bezahlung der Baukosten auf dem Spielfeld auslegen oder offen auf seiner Ablagetafel auf das entsprechende Feld legen. Alternativ kann er drei der offen auf seiner Ablagetafel liegenden Gebäude – ebenfalls gegen Bezahlung der Baukosten – auf dem Spielfeld auslegen.
Verzichtet ein Spieler ganz oder teilweise auf seine Aktionsmöglichkeiten, darf er Landschaftskarten vom verdeckten Stapel ziehen, diese dürfen aber erst in den folgenden Runden benutzt werden.
Für das Bauen gelten folgende Bedingungen:
- Jedes Gebäude darf auf jedes beliebige freie Feld gelegt werden.
- Hat es keine Nachbargebäude der eigenen Farbe, bildet es eine neue Siedlung. Für jede schon vorhandene Siedlung muss eine zusätzliche Landschaftskarte abgegeben werden.
- Von den auf dem Gebäude abgedruckten Baukosten dürfen die auf dem belegten Feld und den unmittelbaren Nachbarfeldern zu sehenden Rohstoffe abgezogen werden.
- Einzelne Gebäude sind in Reihen und/oder Gruppen zusammengefasst. Wird ein Gebäude einer Reihe genau an das Gebäude angelegt, das ihm in der Reihe vorangeht, kann es kostenlos ausgelegt werden.
- Gelingt es einem Spieler, alle Gebäude einer Gruppe so auszulegen, dass sie untereinander verbunden sind, erhält er eine Amphore. Diese kann er zu einem beliebigen Zeitpunkt des Spieles einsetzen, um eine weitere Aktion durchzuführen.

Das Spiel endet sofort, wenn ein Spieler entweder alle seine 30 Gebäude auf dem Spielfeld untergebracht hat oder zwei Heiligtümer mit seinen Gebäuden verbindet. Da die Mitspieler versuchen, dies zu verhindern, ist man manchmal gezwungen, Umwege zu gehen. Hierzu muss die Spielfläche vergrößert werden. Dies geschieht immer dann, wenn ein Spieler das letzte Plättchen eines seiner vier Gebäudestapel nimmt. Dann nimmt er eines der verdeckt liegenden übrigen Spielplanteile und legt es an einer beliebigen Stelle an. Dies sollte so erfolgen, dass die eigenen Chancen erhöht werden, zwei Heiligtümer zu verbinden oder eigene Reihen und/oder Gruppen auszulegen.

## Auszeichnungen
- Deutscher Spiele Preis 2004: Platz 4
- Spiel des Jahres – Empfehlungsliste 2004
- International Gamers Award 2004: Nominierungsliste

## Übersetzungen
- Englisch (Rio Grande Games)
- Griechisch: Η ΜΑΧΗ ΤΩΝ ΠΟΛΙΤΙΣΜΩΝ (Kaissa Games)
- Niederländisch (999 Games)

## Online-Umsetzung
Zeitnah mit der Veröffentlichung wurde Attika auch in der Brettspielwelt angeboten.

## Quelle
Dieser Artikel wurde vom Ersteller zuerst in der Ludopedia veröffentlicht.